# Ellen Tise
Ellen Tise (8 de noviembre de 1947) es una bibliotecaria sudafricana, presidenta de la Federación Internacional de Asociaciones de Biblioteca e Instituciones (IFLA) de 2009 a 2011, bajo el lema "Bibliotecas conduciendo hacia el acceso al conocimiento" (en inglés "Libraries Driving Access to Knowledge (A2K)").  Su trabajo se ha enfocado en las asociaciones bibliotecarias y en el acceso abierto promovido desde el sector bibliotecario.

## Trayectoria profesional
Ellen Ramona Tise fue la primera presidenta de la Asociación de Bibliotecas e Información de Sudáfrica  (LIASA), cargo que desempeñó durante los períodos 2000-2002 y 1998-2000, fue presidenta de la Federación Internacional de Asociaciones de Bibliotecarios y Bibliotecas (IFLA) durante el período 2009-2011. Desde enero de 2006 y hasta la fecha ocupa el cargo de directora principal de la Biblioteca y Servicios de Información en la Universidad de Stellenbosch en Sudáfrica, es presidenta del Comité de Acceso a la Información y Libertad de Expresión (FAIFE, IFLA) de 2019 a 2021, y miembro honorario de LIASA, IFLA y la Junta Consultiva de Lubutu Library Partners.

## Premios y distinciones
Entre las distinciones que ha recibido por su labor bibliotecaria se encuentran:
- Integrante honoraria de la Federación Internacional de Asociaciones Bibliotecarias y Bibliotecas - IFLA - 2012
- Integrante honoraria de la Asociación Sudafricana de Bibliotecas e Información - 2007

## Trabajos publicados
- Tise, E. (2000). The role of libraries in socio-economic development and the need for information literacy. Meta-info bulletin, 9(2), 55-61.

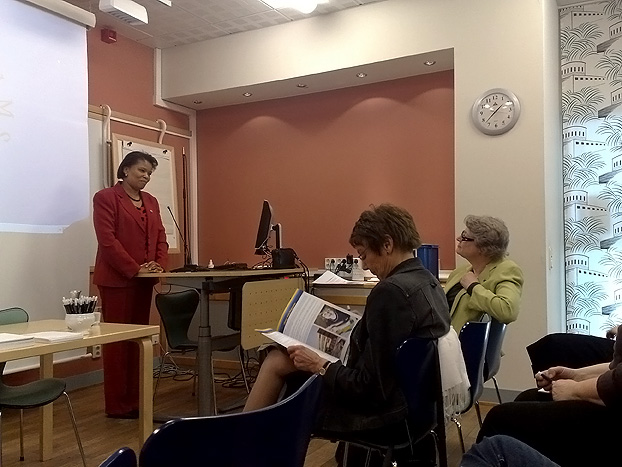
Ellen Tise en la Biblioteca Pública de Estocolmo (Suecia), 22 de marzo de 2010

- Ellen Tise en la Biblioteca Pública de Estocolmo (Suecia), 22 de marzo de 2010[9]Tise, E. R. (2004). Strategies by LIASA to develop library services and the profession in South Africa. Information development, 20(1), 36-42.
- Tise, E. (2004). Information literacy: a challenge for National and University libraries-“a contract for people’s development”. In 6th Standing Conference of African National and University Libraries.
- Tise, E. R., Raju, R., & Masango, C. (2008). Libraries Driving Access to Knowledge: a discussion paper. IFLA Journal, 34(4), 341–346. https://doi.org/10.1177/0340035208099268
- Tise, E. (2009). Access to knowledge through libraries: information services and information literacy today. Library and Information Services Stellenbosch University, South Africa; IFLA President-elect 2007.
- Tise, E. R. (2010). Stellenbosch takes open access lead.
- Tise, E. R. (2010). International perspective on Open Access.
- Tise, E. R. (2010). The President’s Page: Isolation and information famine stifling Africa’s growth. IFLA journal, 36(1), 5-6.
- Tise, E. R. (2011). Strengthening African higher education through the dissemination of research content: the role of the library.
- Tise, E. R. (2011). IFLA imperatives: expounding access to information. IFLA Journal, 37(2), 158-161.
- Tise, E. R. (2011). Libraries are Critical Institutions for Growth and Development. 國家圖書館館刊, (100 年 1), 1-14.
- Tise, E., & Raju, R. (2011). 1.1 Let’s Peal the Onion Together: Exploration of the Outer Limits of International Librarianship: Volume 1. An international perspective. En Libraries in the early 21st century, volume 1. https://doi.org/10.1515/9783110270631.7
- Tise, E. R. (2012). "Libraries Driving Access to Knowledge (A2K)". In Libraries Driving Access to Knowledge. Berlin, Boston: De Gruyter Saur. doi: https://doi.org/10.1515/9783110263121.17
- Tise, E. R., & Raju, R. (2013). Open Access: a new dawn for knowledge management.
- Tise, E. R. (2015). Introduction to Library Trends 64 (1) Summer 2015: Library and Information Services in Africa in the Twenty-First Century.
- Tise, E. R., & Raju, R. (2015). African Librarianship: A Relic, a Fallacy, or an Imperative?. library trends, 64(1), 3-18.
- Tise, E., & Adam, A. (2015). Chapter One From Research Support to Research Partners. The quest for deeper meaning of research support, 1.
- Boshoff, N., Basaza-Ejiri, H. A. D., & Tise, E. R. (2018). Internationally linked authors in Uganda, East Africa: An example of author-level bibliometrics for a developing country.
- Tise, E., & Truran, G. (2019). Unbuckling the subscription model: a South African perspective.

## Entrevistas
- NEWSMAKER: ELLEN TISE. (2010). American Libraries, 41(10), 31-31.Retrieved 2 de mayo de 2020, from http://www.jstor.org/stable/25734687 28/4/2020   https://www-jstor-org.proxy.timbo.org.uy/stable/25734687?seq=1#metadata_info_tab_contents
- Fernández, C. M. J., & García, R. C. (2010). Ellen Tise: Presidenta de la IFLA. Mi biblioteca: La revista del mundo bibliotecario, (21), 26-28. https://dialnet.unirioja.es/servlet/articulo?codigo=3188415
- Igwe, U. O. (2013). Open Educational Resources and Driving Access to Knowledge: Action for Libraries in Nigeria